# Ћубаста шева
Ћубаста шева (лат. Galerida cristata) је врста птице из породице шева. Најмања је од 81 познатих врста. Од осталих шева разликује се по перју на ћуби, које подиже приликом одбране територије, удварања или док пева.

## Опис
Дуга око 18 цм и има масу од око 45 грана. Има јак, повијен кљун, средње дуге ноге, велика, широка крила и ћубу на глави. Неупадљивих боја, добро се уклопа у околину. Перје је тамносиво са смеђим пругама. Доња страна тела је бела. У лету се виде црвена пера са доње стране крила. Реп има црвено-смеђи руб.

## Глас
Зов ћубасте шеве звучи као «трюдритрие», и то је основни мотив појања. Обично пева док стоји на земљи, камену, огради, а понекад поје и у лету. Песма је јако мелодична и разноврсна. Ћубаста шева може да опонаша и песму других птица.

## Распрострањеност
Насељава Евроазијски континент од Португалије до Кореје и Жутог мора. Јужна граница се протеже од Сенегала, Гамбије, Нигерије, Судана, севера Кеније, обала Арабије до североистока Индије и низија Непала. На североистоку подручја у којем се гнезди је селица. У осталим крајевима је станарица. Ћубаста шева је станарица и у нашим крајевима. Врло је честа гнездарица Србије.

## Исхрана
Оброци ћубастих шева састоје се од семења дивље траве и биљака, а зими и из ситних животиња. Младим птићима потребна је јача храна: црви, мале бубе и лептири, муве, гусенице и ређе мали пужеви и пауци.

## Станиште
Ћубаста шева обично воли отворене суве ливаде, но среће се и дуж рубова поља и путева, у индустријским областима, лукама и градовима. Највише јој одговарају топла и сува подручја, са ниским растињем - степе, култивисане степе, ливаде и планински пашњаци до 2.000 метара надморске висине.

## Размножавање
Женка гради добро камуфлирано гнездо на тлу, у ниској трави и плићим удубљењима, понекад на падинама и каменим зидовима. За гнездо користи стабљике праве ливадарке (власњаче, метлушице) чији је латински назив Poa pratensis. Унутрашњост гнезда облаже жилицама, врло ретко перјем. За свако гнеждење прави ново гнездо. Гнезди се два пута годишње - од априла до јуна. Леже 2-5 јаја. Птићи се излегу након 11-14 дана. Гнездо напуштају после 9-11 дана. Неколико дана скакућу по тлу, а петнаестог дана након излегања почињу да лете.
Мала ласица пустоши шевина гнезда (једе јаја и младунце).

## Популација
Ћубаста шева је, захваљујући климатским променама, током протеклих неколико столећа ширила и сужавала животно подручје (ареал). Тако је у топлом периоду, у 16. и 18. веку, ширила, а у хладном 17. веку сужавала своју распрострањеност. У 20. веку ћубаста шева је искористила нове могућности за гнеждења у градовима и индустријским постројењима.
Од тридесетих година 20. века број ћубастих шева је убрзано опадао. Почевши од југоисточне Европе опадање је захватило и остатак континента.

## Садашње стање
Упркос повољним климатским приликама у 20. веку изостало је повећање популације ћубасте шеве. Главни разлог је недостатак хране и промена станишта. Необрађена поља су доступна у малој мери и у кратком периоду. У градовима, које од почетка 20. века насељавају ћубасте шеве, све је више паркова и густих засада на рачун зелених површина, што не погодује овим птицама. Осим тога, све је интензивнија обрада сеоског земљишта, тако да је све мање широких необрађених појасева на рубовима поља. Због тога је све мање дивљих трава (корова) и њиховог семења, које је неопходно за изхрану птица. У исто време недовољан је избор инсеката у време гнеждења.
Налази се на списку строго заштићених дивљих врста.